# وحشيات كاملة
الوحشيات الكاملة (الاسم العلمي: Holotheria) هي صنيف فرعي من الحيوانات تتبع طويئفة وحشيات الشكل.

## التصنيف
- الخيلانيات
  - خرفان البحر